# Arroyo de las Cañas (Río Arapey Chico)
El arroyo de las Cañas es un curso de agua uruguayo que atraviesa el departamento de  Artigas perteneciente a la cuenca hidrográfica del Río de la Plata.
Nace en la Cuchilla de Belén y desemboca en el río Arapey Chico.